# Херцогство Вестфалия
Херцогството Вестфалия (на немски: Herzogtum Westfalen) е територия на Свещената Римска империя и до 1803 г. принадлежи към Курфюрство Кьолн.
Херцогството Вестфалия е било разположено в южната част на Вестфалия в днешна Северен Рейн-Вестфалия в Германия и в голяма част от Зауерланд. Територията първо е била част от Племенното херцогство Саксония, което през 1180 г. е разделено от император Фридрих I Барбароса и херцогската титла за вестфалската част е дадена на архиепископа на Кьолн.
Главен град е Арнсберг.
През 1803 г. то има площ от 3715 km² и около 120 000 жители. През 1803 г. херцогство Вестфалия е включено в Ландграфство Хесен-Дармщат.